# 소녀시대의 힘내라 힘!
소녀시대의 힘내라 힘!은 대한민국의 걸 그룹 소녀시대가 주연으로 출연하는 대한민국의 텔레비전 리얼리티 쇼이다. 이 프로그램과 출연진은 경기 침체기에 국민을 응원하자는 취지로 대한민국의 응원단이 되겠다는 목표 아래 운영됐다.

## 배경
문화방송의 일밤 프로그램 '대망'이 취소된 이후 소녀시대가 주연으로 출연하는 새로운 버라이어티 쇼 소녀시대의 공포영화 제작소로 대체되었다. 그러나 이 프로그램 또한 MBC 코너의 시청률을 끌어올리지 못하여 6화 이후 취소되었다. 이후 '힘내라 힘!'이라는 타이틀이 선정되어 공포영화제작소의 마지막 편 이후 방영을 시작했다. 그러나 소녀시대가 새로운 EP 소원을 말해봐 (Genie)를 발매하면서 프로모션으로 더 분주해지게 되자 이 프로그램은 이 그룹의 경영진이 MBC 일밤을 떠나기로 결정하며 2화를 끝으로 중단되었다.